# Laurențiu Cazan
Laurențiu Cazan (n. 28 decembrie 1957, Buzău) este un poliinstrumentist (vioară, pian, chitară, muzicuță, percuție), compozitor, textier, interpret, supranumit "omul orchestră", fiind originar din Buzău. A studiat vioara și pianul încă din copilărie. Fiind autodidact, mai târziu învață să cânte la chitară (acustică, electrică, bas) și își însușește tehnica percuției. Pe parcursul carierei a interpretat melodii atât în limba română cât și în alte 8 limbi străine.
Începuturile carierei sale sunt legate de Orchestra Liceului de Muzică din Bacău, unde cântă într-un taraf, la vioară. În perioada următoare cântă în mai multe formații: Omicron (1973-1978), Nona (1978-1979) alături de Mihaela Runceanu, Apollo a Teatrului „Toma Caragiu”, Ploiești (1980-1981), Litoral (1981-1982), Cromatic (1985-1986), Sfinx (1986-1990).
În octombrie 1982 debuteză la TVR în emisiunea "Meridianele cântecului", realizată de Titus Munteanu, cu "Uită tristețea", iar în 1983, editează la Electrecord primul single cu același nume. 

## Activitate muzicală
- 1982 - debutează la televiziune cu piesa „Uită tristețea”, muzică și versuri proprii, în cadrul unei emisiuni produse de Titus Munteanu
- 1982 – 1985, face turnee în țară
- 1983 - lansează primul disc - “Uită tristețea”
- 1985 – 1990, desfășoară turnee cu formațiile Cromatic și Sfinx în Danemarca, Kuwait, Norvegia, Finlanda, Olanda, Austria, Germania, Belgia.
- 1990 – 2001, urmează o serie de turnee în Europa ca one man show. Are o serie de apariții la televiziune în Olanda - RTL4, SBS, TV Drenthe
- 1991 - înainte de a se stabili în Olanda, editează discul-single „Numai muzica”
- 1996 - își lansează albumul “Say something”
- 2001 – 2003 desfășoară o activitatea concertistică, radio, TV în România
- Formația de concert îi alătură pe Vali Vătuiu, Adi Manolovici, Cătălin Răsvan, Florin Micolof

## Albume
- Uită tristețea (1983)
- Say something (1996)
- Și iarăși voi zbura (2003)

## Distincții
- 1993, obține locul al II-lea la finala pentru Eurovision - cu piesa “Say something”.Tot în același an participă la festivalul „Cerbul de Aur” cu piesele “Angel” și “Say something”.
- 1994, participă la concursul „Song Festival” de la Cavan, Irlanda cu piesa “Say something” și obține locul II
- 1995, obține locul al II-lea la festivalul „Cerbul de aur” - cu albumul “Say something”
- 1998, participă la Eurovision cu piesa “Sinceritate”
- 2000, participă la Eurovision – cu piesa “Survive”
- 2001, piesa sa „Sunetul ploii” interpretată de Aida Elena Borovină primește premiul special al juriului de copii la „Steaua de aur”
- 2002, piesa sa „Pescărușul” interpretată de Patricia Costache primește premiul pentru cel mai bun aranjament muzical la „Steaua de aur

## Piese din repertoriu
Dintre cele mai cunoscute piese interpretate de Laurențiu Cazan pot fi enumerate: 
- Say Something
- Uită tristețea
- Sunetul ploii
- Noaptea în vis
- Numai muzica
- Pescărușul
- Te caut
- Survive
- Sinceritate
- Aud un strigăt
- The Winner
- Running and crying.

### Interviuri
- Laurentiu Cazan: Majoritatea relatiilor esuate au la baza lipsa Iubirii autentice dintre parteneri Arhivat în 1 februarie 2014, la Wayback Machine., 1 octombrie 2009, Corina Stoica, Revista Tango
- Laurentiu Cazan - Pacatul femeii este acela ca vrea, cu tot dinadinsul, sa fie barbat Arhivat în 1 februarie 2014, la Wayback Machine., 9 aprilie 2012, Dana Dorian, Revista Tango

### Video
- Piesa "Noaptea în vis" - audio
- Secvență Eurovizion 2006
- Say something
- Laurențiu Cazan în recital la Festivalul Mamaia 2007
- Clipul piesei "Colind pentru mai tarziu"
- Laurențiu Cazan și Mihai Trăistariu cântând "Say something"
- Secventa din emisiunea Atentie!Se canta

1. ↑  Nicolescu, Valeriu (2018). Personalităţi buzoiene 1918-2018 500 pentru România. Alpha MDN. p. 105.
2. ↑  Nicolescu, Valeriu (2001). Buzău-Râmnicu Sărat:Oameni de azi. Vol.II, Partea1. Evenimentul Românesc. p. 557.